# Pepelina, Ruse
Pepelina (în bulgară Пепелина) este un sat în comuna Dve Moghili, regiunea Ruse,  Bulgaria. 

## Demografie
Componența etnică a satului Pepelina
     Bulgari (100%)
     Nicio identificare (0%)
     Altele (0%)
La recensământul din 2011, populația satului Pepelina era de 25 locuitori. Din punct de vedere etnic, toți locuitorii erau bulgari.